# Oancea
Oancea is een Roemeense gemeente in het district Galați.
Oancea telt 1477 inwoners.